# Nacna sugitanii
Nacna sugitanii är en fjärilsart som beskrevs av Nagano. Nacna sugitanii ingår i släktet Nacna och familjen nattflyn. Inga underarter finns listade i Catalogue of Life.